# ARV Sábalo
Pour les articles homonymes, voir Sábalo.
L'ARV Sábalo (numéro de coque  S-31) est un sous-marin vénézuélien des années 1970, l’un des deux sous-marins allemands de type 209/1300 achetés par le Venezuela. Il a été lancé le 1er juillet 1975, au chantier naval Howaldtswerke-Deutsche Werft à Kiel, et mis en service dans la marine vénézuélienne le 6 août 1976. Le navire, réparé et modernisé à plusieurs reprises, est toujours en service actif en 2018.

## Conception
L’ARV Sábalo est l’un des dizaines de navires du type 209 allemand, conçu au bureau d'études d’Ingenieurkontor à Lübeck et construit pour l’exportation. Le navire appartient à la deuxième série de navires (projet IK 79), basé sur le déplacement approximatif du type 209/1300, étendu de plus de 3,5 mètres par rapport aux premiers navires.
Le Sábalo est un sous-marin à simple coque de taille moyenne. Sa longueur totale est de 59,5 mètres, sa largeur de 6,25 mètres et son tirant d'eau de 5,5 mètres,. Le déplacement en surface est de 1263 tonnes (sans réservoirs de ballast) et de 1370 tonnes sous l’eau. Le navire est propulsé en surface et en immersion par un moteur électrique alternatif Siemens d’une puissance de 5000 ch à 200 tr/min, alimenté par des batteries chargées par un générateur électrique Siemens d’une puissance de 578 ch, lui-même actionné par quatre moteurs diesel MTU 12V 12V 493 AZ80 GA31L à quatre temps et 12 cylindres de 800 ch à 1450 tr/min chacun. Le système de propulsion à arbre d'hélice unique permet d’atteindre une vitesse de 11,5 nœuds en surface et de 21,4 nœuds en immersion (12 nœuds au schnorchel. Le rayon d'action est de 7500 milles marins à une vitesse de 10 nœuds en surface, 8400 milles à une vitesse de 8 nœuds au schnorchel (ou 11 200 milles à une vitesse de 4 nœuds) et 440 milles à une vitesse de 4 nœuds en immersion. Le gouvernail cruciforme est situé devant l’hélice à cinq pales. Les réservoirs de carburant contiennent 87 tonnes de carburant. La profondeur d’immersion autorisée est de 250 mètres et l’autonomie est de 50 jours. Le navire dispose de deux réservoirs de ballast principaux et de réservoirs d’étrave et de poupe,.
Le navire est équipé de huit tubes lance-torpilles d’étrave de 533 mm, avec un approvisionnement total de 14 torpilles AEG SUT SST 4 Mod1,. L’équipement radio-électronique comprenait initialement le radar de navigation Calypso, le téléphone sous-marin UT-Anlage, le système de conduite de tir H.S.A. Mk 8 Mod 24 (convertisseur de torpilles), le sonar STN Atlas CSU-3 avec le module actif AN407 A9 et le module passif A526, le sonar passif AN 5039A1 (GHG) et le dispositif de mesure de distance passive DUUX-2. De plus, le navire dispose de deux périscopes, de deux radeaux de sauvetage, d’un ponton, d’une ancre et d’une boucle de démagnétisation MES-Anlage.
L’équipage du navire est composé de 5 officiers, 28 sous-officiers et marins.

## Engagements
Le navire a été commandé par le gouvernement vénézuélien en 1971, et construit au chantier naval Howaldtswerke-Deutsche Werft à Kiel (numéro de construction 67) ,. Sa quille a été posée le 2 mai 1973,, et il a été lancé le 1er juillet 1975.
Le 6 août 1976, le navire est mis en service dans la marine vénézuélienne sous le nom de Sábalo ,, un poisson sud-américain d'eau douce. Le navire a reçu le numéro de coque S-21, plus tard changé en S-31,.
En 1979, un incendie s’est déclaré sur le navire. Les dégâts ont été réparés lors d’une révision générale en 1981 au chantier naval HDW à Kiel d’où il était sorti. Une autre révision a été effectuée à Kiel en 1990-1992, combinée à une modernisation :
- l’installation d’un nouveau sonar CSU-3-32, qui a entraîné l’extension de la longueur à 61,2 mètres et une augmentation du déplacement à 1320 tonnes en surface et 1450 tonnes sous l’eau ;
- le kiosque a été agrandi ;
- la poupe a été fermée par une nouvelle veste de protection ;
- les moteurs diesel, le système de conduite de tir et les périscopes ont été remplacés.

Le navire est reparti pour son pays le 16 novembre 1992,. Une autre révision et modernisation ont eu lieu au chantier naval national DIANCA à Puerto Cabello du 30 décembre 2004 au 22 février 2006, au cours desquelles les éléments des batteries et les systèmes de contrôle des armes ont été remplacés,.
Le navire est toujours en activité dans la flotte vénézuélienne en 2018.